# 크레이지 러브 (드라마)
《크레이지 러브》는 2022년 3월 7일부터 2022년 4월 26일까지 방영된 KBS 2TV 월화 드라마이다.

## 방송 시간
| 방송 채널 | 방송 기간                                             | 방송 시간                           | 방송 분량             |
| --------- | ----------------------------------------------------- | ----------------------------------- | --------------------- |
| KBS 2TV   | 2022년 3월 7일 ~ 2022년 3월 8일 [1회~2회] (본방송)    | 월요일, 화요일 밤 9:30 ~ 10:50      | 80분 (중간 광고 포함) |
| KBS 2TV   | 2022년 3월 14일 ~ 2022년 4월 26일 [3회~16회] (본방송) | 매주 월요일, 화요일 밤 9:30 ~ 10:40 | 70분 (중간 광고 포함) |

## 기획 의도
살인 예고를 받은 개차반 일타 강사 대표와, 시한부 선고를 받은 존재감 제로 비서의 달콤하고도 살벌한 크레이지 로맨스 드라마

## 제작진

### 극본
- 김보겸

### 연출
- 김정현 : ( KBS 2TV 드라마 스페셜 《마지막 퍼즐》(연출), KBS 2TV 드라마 스페셜 《알젠타를 찾아서》(연출), KBS 2TV 월화 드라마 《저글러스》(연출), KBS 2TV 추석 특집 드라마 《옥란면옥》(연출), KBS 2TV 월화 드라마 《국민 여러분!》(연출) 연출. tvN 월화드라마 《낮과 밤》(공동연출) 등 연출 )

## 등장 인물

### 주요 인물
- 김재욱 : 노고진 (남, 35세) 역 - 대한민국 최고의 일타 강사

IQ 190의 수학천재, 대한민국 최고의 일타 수학 강사이자 교육 업계 1위인 고탑교육의 대표.
- 정수정 : 이신아 (여, 29세) 역 - 고탑교육 비서계의 기적, 수호의 누나.
- 하준 : 오세기 (남, 33세) 역 - 고진의 유일무이한 친구이자 동업자

고탑교육의 부대표이자 고진의 유일한 친구이자 가족 같은 동생
- 유인영 : 백수영 (여, 38세) 역 - 고진의 첫사랑

고탑교육을 위협하는 신생 회사 백에듀의 대표
- 임원희 : 박양태 (남, 49세) 역 - 일품에듀 대표

### 고탑교육 사람들
- 정성호 : 김차배 (남, 47세) 역 - 고탑의 국어 강사, 노고진 공식 딸랑이.
- 김기남 : 공희철 (남, 38세) 역 - 고탑의 사탐 강사, 사탐계의 끝판왕.
- 이지민 : 미쉘리 (여, 32세) 역 - 고탑의 영어 강사, 매출 130억의 신화.
- 백주희 : 마은정 (여, 40세) 역 - 고탑교육 고진 연구팀 수석 실장
- 조인 : 김혜선 (여, 35세) 역 - 노고진 전(前) 비서 3인방 중 맏언니
- 송승아 : 박은희 (여, 33세) 역 - 노고진 전(前) 비서 3인방 중 둘째
- 문서윤 : 이소라 (여, 26세) 역 - 노고진 전(前) 비서 3인방 중 막내
- 이미영 : 공필선 여사 (여, 56세) 역 - 고탑교육 미화팀 반장
- 이윤희 : 황씨 (남, 55세) 역 - 고탑교육 경비실 직원

### 신아의 사람들
- 박한솔 : 추옥희 (여, 29세) 역 - 신아의 하우스메이트, 연극배우. 수호의 연인.
- 윤산하 : 이수호 (남, 25세) 역 - 신아의 남동생, 용구의 아들. 옥희의 연인.
- 김학선 : 이용구 (남, 60세) 역 - 신아와 수호의 아버지, 강원도의 성실한 농부.

### 그 외 인물들
- 이시언 : 강민 (남, 33세) 역 - GOTOP 前 영어 강사
- 서지후 : 조실장 (남, 39세) 역 - 수영의 비서

수영의 오른팔, 수영의 옆에서 쥐 죽은 듯이 그녀를 돕는다.
- 고규필 : 주준팔 역(35세)
- 윤사봉 : 홍 여사 - 박양태의 아내 역
- 미상 : 의사 역
- 미상 : 고진의 극성 팬 역
- 미상 : 고진의 할머니 역
- 정신혜 : 오세희 역(90년생)
- 윤혜리 : 나수연 역
- 이동욱

### 특별출연
- 최대철 : 배변호 역
- 태인호 : 기자 역

## 시청률
최저 시청률과 최고 시청률은 시청률 조사회사와 지역별로 시청률에 차이가 있을 수 있습니다.
| 2022년 | 2022년   | 2022년          | 2022년        |
| 회차   | 방송일   | AGB 시청률      | AGB 시청률    |
| 회차   | 방송일   | 대한민국 (전국) | 서울 (수도권) |
| ------ | -------- | --------------- | ------------- |
| 스페셜 | 3월 1일  | 1.1%            | -             |
| 제1회  | 3월 7일  | 3.4%            | -             |
| 제2회  | 3월 8일  | 2.4%            | -             |
| 제3회  | 3월 14일 | 1.9%            | -             |
| 제4회  | 3월 15일 | 2.3%            | -             |
| 제5회  | 3월 21일 | 2.1%            | -             |
| 제6회  | 3월 22일 | 2.5%            | -             |
| 제7회  | 3월 28일 | 2.5%            | -             |
| 제8회  | 3월 29일 | 2.6%            | -             |
| 제9회  | 4월 4일  | 2.6%            | -             |
| 제10회 | 4월 5일  | 3.0%            | -             |
| 제11회 | 4월 11일 | 4.3%            | 4.1%          |
| 제12회 | 4월 12일 | 4.0%            | 3.8%          |
| 제13회 | 4월 18일 | 3.8%            | 3.7%          |
| 제14회 | 4월 19일 | 4.4%            | 4.2%          |
| 제15회 | 4월 25일 | 4.3%            | 4.1%          |
| 제16회 | 4월 26일 | 4.6%            | 4.3%          |

## 수상
- 2022년 KBS 연기대상 여자 인기상 (크리스탈)

## 같이 보기
- 대한민국의 텔레비전 드라마 목록 (ㅋ)
- 2022년 대한민국의 텔레비전 드라마 목록